# Ken Yoshida
Ken Yoshida (japanisch 吉田 謙 Yoshida Ken; * 1. März 1970 in der Präfektur Tokio) ist ein japanischer Fußballtrainer und ehemaliger Fußballspieler.

## Karriere

### Spieler
Yoshida erlernte das Fußballspielen in der Jugendmannschaft von Yomiuri. Seinen ersten Vertrag unterschrieb er 1988 bei Yomiuri. Danach spielte er bei NKK SC, Ventforet Kofu und Jatco FC. Ende 1998 beendete er seine Karriere als Fußballspieler.

### Trainer
1999 wurde Yoshida Youth Coach von Numazu Arsenal (heute: Azul Claro Numazu). Von 2015 bis 2019 war er der Cheftrainer. Im Februar 2020 wechselte er zum Drittligisten Blaublitz Akita. 2020 wurde er mit dem Verein Meister der Liga und stieg in die zweite Liga auf.

## Erfolge

### Trainer
Blaublitz Akita
- J3 League: 2020  ▲